# Nupserha
Nupserha is een kevergeslacht uit de familie van de boktorren (Cerambycidae). De wetenschappelijke naam van het geslacht werd voor het eerst geldig gepubliceerd in 1858 door Chevrolat.

## Soorten
Nupserha omvat de volgende soorten:
- Nupserha acuta Holzschuh, 1986
- Nupserha alexandrovi (Plavilstshikov, 1915)
- Nupserha ambigua Lameere, 1893
- Nupserha andamanica Breuning, 1960
- Nupserha annamana Breuning, 1960
- Nupserha annulata (Thomson, 1857)
- Nupserha antennalis Jordan, 1894
- Nupserha antennata Gahan, 1894
- Nupserha antinorii (Aurivillius, 1928)
- Nupserha apicata Fairmaire, 1891
- Nupserha assamana Breuning, 1960
- Nupserha aterrima Breuning, 1967
- Nupserha atriceps Breuning, 1948
- Nupserha aurodiscalis Breuning, 1953
- Nupserha basalis (Erichson, 1843)
- Nupserha basipilosa Holzschuh, 1986
- Nupserha bicolor (Thomson, 1857)
- Nupserha bicoloripennis Breuning, 1958
- Nupserha bidentata (Fabricius, 1793)
- Nupserha bipunctata (Aurivillius, 1914)
- Nupserha bivittata Aurivillius, 1907
- Nupserha brachytrita Aurivillius, 1914
- Nupserha brevior (Pic, 1908)
- Nupserha carinicollis (Hintz, 1919)
- Nupserha cauta Holzschuh, 1986
- Nupserha cerrutii Breuning, 1953
- Nupserha ceylonica Gardner, 1936
- Nupserha clypealis (Fairmaire, 1895)
- Nupserha conradti (Kolbe, 1893)
- Nupserha convergens (Aurivillius, 1914)
- Nupserha deusta (Dalman, 1817)
- Nupserha dubia Gahan, 1894
- Nupserha elongata (Kolbe, 1893)
- Nupserha elongatissima Breuning, 1950
- Nupserha endroedyi Breuning, 1981
- Nupserha fasciata Aurivillius, 1907
- Nupserha flavipes Breuning, 1951
- Nupserha flavitarsis Breuning, 1960
- Nupserha flavoapicalis Breuning, 1950
- Nupserha flavonotum (Aurivillius, 1915)
- Nupserha fricator (Dalman, 1817)
- Nupserha fumata (Heyden, 1897)
- Nupserha fuscoapicalis Breuning, 1949
- Nupserha fuscodorsalis Wang & Chiang, 2002
- Nupserha gahani Gestro, 1895
- Nupserha gestroi Breuning, 1950
- Nupserha gracilis Hintz, 1911
- Nupserha grisea (Aurivillius, 1914)
- Nupserha haddeni Gressitt, 1940
- Nupserha hintzi Aurivillius, 1923
- Nupserha homeyeri Harold, 1879
- Nupserha infantula (Ganglbauer, 1890)
- Nupserha infuscata Breuning, 1960
- Nupserha insignis Aurivillius, 1911
- Nupserha kenyensis Breuning, 1958
- Nupserha larifuga (Chevrolat, 1855)
- Nupserha latevitticollis Breuning, 1950
- Nupserha laticollis Breuning, 1960
- Nupserha lenita (Pascoe, 1867)
- Nupserha leroyi Breuning, 1952
- Nupserha longipennis Pic, 1926
- Nupserha madurensis Pic, 1926
- Nupserha malabarensis Pic, 1939
- Nupserha malaisei Breuning, 1949
- Nupserha marginella (Bates, 1873)
- Nupserha mashona Breuning, 1958
- Nupserha melanoscelis Aurivillius, 1922
- Nupserha minor Pic, 1939
- Nupserha monticola (Hintz, 1919)
- Nupserha mozambica Breuning, 1958
- Nupserha multimaculata Pic, 1939
- Nupserha nigerrima Hintz, 1919
- Nupserha nigriceps Gahan, 1894
- Nupserha nigricollis Breuning, 1960
- Nupserha nigricornis Fisher, 1935
- Nupserha nigrohumeralis Pic, 1927
- Nupserha nigrolateralis Breuning, 1955
- Nupserha nigrovittipennis Breuning, 1958
- Nupserha nitidior Pic, 1939
- Nupserha nyanzana Breuning, 1950
- Nupserha nyassensis Aurivillius, 1914
- Nupserha ornaticollis Breuning, 1949
- Nupserha oxyura (Pascoe, 1867)
- Nupserha pallidipennis (Redtenbacher, 1848)
- Nupserha parakenyensis Breuning, 1978
- Nupserha pararufipennis Breuning, 1978
- Nupserha perforata Breuning, 1958
- Nupserha perusta Breuning, 1958
- Nupserha producta Schwarzer, 1931
- Nupserha pseudinfantula Breuning, 1948
- Nupserha pseudoflavinotum Breuning, 1950
- Nupserha pseudonigriceps Breuning, 1950
- Nupserha punctata Jordan, 1894
- Nupserha puncticollis Breuning, 1960
- Nupserha punctigera (Pascoe, 1867)
- Nupserha quadricostata (Hintz, 1911)
- Nupserha quadrimaculata Aurivillius, 1907
- Nupserha quadrioculata (Thunberg, 1787)
- Nupserha rhodesica Breuning, 1978
- Nupserha rothkirchi (Hintz, 1919)
- Nupserha rotundicollis Breuning, 1950
- Nupserha ruficolor Breuning, 1958
- Nupserha rufipennis Breuning, 1949
- Nupserha rufobasipennis Breuning, 1949
- Nupserha rufonotaticeps Breuning, 1960
- Nupserha rufulipennis Breuning, 1963
- Nupserha schmidi Breuning, 1966
- Nupserha sericans (Bates, 1884)
- Nupserha sericea Breuning, 1955
- Nupserha sexpunctata (Chevrolat, 1857)
- Nupserha seychellarum Breuning, 1982
- Nupserha similis Breuning, 1978
- Nupserha somalica Breuning, 1951
- Nupserha spinifera Gressitt, 1948
- Nupserha strigicollis Fairmaire, 1893
- Nupserha subabbreviata (Pic, 1916)
- Nupserha subkenyensis Breuning, 1958
- Nupserha sublenita Breuning, 1950
- Nupserha subpuncticollis Breuning, 1961
- Nupserha subternigra Breuning, 1960
- Nupserha szetschuanica Breuning, 1947
- Nupserha taliana (Pic, 1916)
- Nupserha tanganjicae Breuning, 1978
- Nupserha tatsienlui Breuning, 1948
- Nupserha tessmanni Breuning, 1958
- Nupserha testaceipes Pic, 1926
- Nupserha thibetana Breuning, 1948
- Nupserha tricolor Aurivillius, 1920
- Nupserha trivitticollis Breuning, 1958
- Nupserha ugandensis Breuning, 1978
- Nupserha univitticollis Breuning, 1958
- Nupserha ustulata (Erichson, 1834)
- Nupserha vanrooni (Aurivillius, 1916)
- Nupserha variabilis Gahan, 1894
- Nupserha variicornis (Hintz, 1919)
- Nupserha ventralis Gahan, 1894
- Nupserha vexator (Pascoe, 1858)
- Nupserha vitticollis (Kolbe, 1893)
- Nupserha yunnana Breuning, 1960
- Nupserha yunnanensis Breuning, 1960